# Francisco Dumont
Francisco Dumont est une municipalité brésilienne de l'État du Minas Gerais et la microrégion de Bocaiúva.